# Шалькенмерен
Шалькенмерен (нім. Schalkenmehren) — громада в Німеччині, розташована в землі Рейнланд-Пфальц. Входить до складу району Вульканайфель. Складова частина об'єднання громад Даун.
Площа — 10,40 км2. Населення становить 596 ос. (станом на 31 грудня 2020).